# El acto
El acto fue el primer y único álbum de estudio del grupo madrileño de post-punk Parálisis Permanente, lanzado en octubre de 1982 bajo el sello Tres Cipreses. Salió unos meses después del EP Quiero Ser Santa.

## Listado de canciones
| N.º | Título                                         | Duración |  |
| 1.  | «Adictos a la lujuria (Curra - Benavente) »    |          |  |
| 2.  | «Vamos a jugar (I. Canut - Benavente) »        |          |  |
| 3.  | «Te gustará (Curra - Benavente) »              |          |  |
| 4.  | «Héroes (Bowie - Eno) »                        |          |  |
| 5.  | «Tengo un precio (Curra - Benavente) »         |          |  |
| 6.  | «Jugando a las cartas (I. Canut - Benavente) » |          |  |
| 7.  | «El acto (Curra - Benavente) »                 |          |  |
| 8.  | «Esto no es (I. Canut - Benavente) »           |          |  |
| 9.  | «Quiero ser tu perro (Asheton - Pop) »         |          |  |
| 10. | «Bacanal (Benavente) »                         |          |  |
| 11. | «Todo el mundo (I. Canut - Benavente) »        |          |  |
| 12. | «Tengo un pasajero (Benavente) »               |          |  |
| 13. | «Esa extraña sonrisa (Curra - Benavente) »     |          |  |

## Miembros
- Eduardo Benavente - voz, guitarra y percusión
- Ana Curra - teclados y coros
- Rafa Balmaseda - bajo y coros
- Johnny Canut - batería